# Philippe de la Chambre
Philippe de La Chambre (Savoia, 1490 † Roma, 21 de desembre de 1550)
Fou un cardenal francès del segle xvi. Membre de l'orde benedictí en la qual entrà de molt jove, era parent de la Reina Catalina de Médicis de França.
Philippe de La Chambre va ser nomenat abat de l'abadia de Corbie el 1523 pel Papa, el rei de França havia nomenat el cardenal Luigi de Borbó. El dret del' anterior es va reconèixer en 1528, Llavors va sortir del monestir per anar a París. El Papa Climent VII va elevar-lo a cardenal en el consistori del 7 de novembre de 1533 i el mateix any va rebre el títol de Santi Silvestro i Martino ai Monti.
El 8 de gener de 1535 va esdevenir administrador apostòlic de la diòcesi de Belley, va renunciar al càrrec el de maig 1538 en favor del seu germà Antoine.
El 23 de març de 1541 va optar pel títol de Santa Prassede que va ocupar fins al gener de 1542, quan va optar pel títol de Santa Maria en Trastevere. El 24 de setembre de 1543 va optar per la suburbicaria de Frascati. Va ser nomenat bisbe de Cornualla el 1546.
Va ser Administrador Apostòlic de la diòcesi de Quimper del 19 de juliol de 1546 fins a la mort.
El Cardenal de la Chambre va participar en el conclave de 1534 (elecció de Pau III) i de 1549-1550 (l'elecció de Juli III).
Va morir a Roma i va ser enterrat a l'església de Trinità dei Monti.